# Florence
 For alternative betydninger, se Florence (flertydig). (Se også artikler, som begynder med Florence)
Florence ligger i Pinal County i delstaten Arizona, USA midtvejs mellem Phoenix og Tucson.
Løjtnant Levi Ruggles, som var indianeragent, markerede stedet hvor byen skulle lige i 1866. Kilderne om forklaringerne for byens navn er lidt forskellige, men alle er enige om at det var nogens søster eller datter. Byen blev grundlagt i 1875 og er siden dengang hovedsæde i Pinal County. I 1920'erne blev landbrugscenter i Pinal County.
Den gamle Florence forretningsområde ligger stadigvæk på hovedgaden hvor mange af bygningerne stammer fra 1880-tallet.
I 1907 blev fængslet i Yuma overfyldt, og der var ikke mere plads til udvidelse på Prison Hill, som var fængslets kirkegård. Fangerne blev sat til at bygge nyt fængsel i Florence, og den sidste fange forlod fængslet i Yuma den 15. september 1909 og blev overflyttet til Florence.
I dag er fængslet i Florence det største fængselsanlæg i Arizona, som består af flere fængsler for forskellige typer fanger, blandt dem også de dødsdømte. Dødsdommen i Arizona udføres med gas.[kilde mangler]